# Charlotte Reather
Charlotte Reather est une écrivaine de comédie, humoriste de stand-up, comédienne et journaliste britannique plus connue pour être prête-plume aux célébrités comme pour le livre Clanlands: Whisky, Warfare, and a Scottish Adventure Like No Other de Sam Heughan et Graham McTavish qui obtint la première place sur la New York Times Best Seller list,. Elle est chroniqueuse et éditorialiste régulière en contribuant à The Daily Mail, The Mail on Sunday, Sunday Express The Daily Telegraph, The Washington Post ou encore Tatler. Elle est mariée à Edward Moorhouse, officier des Royal Marines et ils ont deux enfants,.

## Formation
Formée au Cheltenham Ladies' College, Reather a étudié la littérature anglaise à l'Université de Kingston.